# 12 Викторија
12 Викторија (лат. 12 Victoria) је астероид главног астероидног појаса. Приближан пречник астероида је 112,77 km,
а средња удаљеност астероида од Сунца износи 2,334 астрономских јединица (АЈ).
Инклинација (нагиб) орбите у односу на раван еклиптике је 8,362 степени, а орбитални период износи 1302,728 дана (3,566 године). Ексцентрицитет орбите астероида износи 0,220.
Апсолутна магнитуда астероида износи 7,24 а геометријски албедо 0,176.
Астероид је откривен 13. септембра 1850. године.